# 白玫瑰大學聯盟
白玫瑰大學聯盟（White Rose University Consortium）由三所位於英國約克郡的研究型大學：約克大學、雪菲爾大學、里茲大學所組成，形成于1997年，該聯盟囊括了其研究領域86%的經費。聯盟成員可跨校修習學分，並提供許多合辦的校際學位課程。

## 外部連結
- White Rose Consortium Official Site （页面存档备份，存于）
- White Rose Consortium E-thesis Repository （页面存档备份，存于）
- White Rose Centre for Excellence in the Teaching and Learning of Enterprise website